# Instituut voor Eclectische Psychologie
Het Instituut voor Eclectische Psychologie  (IEP) is een Nederlands centrum voor training en coaching, gespecialiseerd in neurolinguïstisch programmeren (NLP) en provocatief coachen. Met de term 'eclectisch' wordt aangeduid dat het instituut elementen uit verschillende psychologische stromingen gebruikt. De woordcombinatie 'eclectische psychologie' komt als vaste uitdrukking alleen voor in verband met het instituut. Het IEP werd in 1994 opgericht door de psychologen Jaap Hollander en Anneke Meijer, en is gevestigd in Nijmegen.
Het IEP organiseert opleidingen, trainingen en workshops. De cursusthema’s kunnen zowel zakelijk als persoonlijk zijn. Het instituut heeft een computerprogramma ontwikkeld voor het meten van denkwijzen en beschikt over een robotpsycholoog die cliënten online kan coachen. Het instituut is organisator van een jaarlijks NLP-Congres.